# Les Fables de l'Humpur
 (avril 2021).
Si vous disposez d'ouvrages ou d'articles de référence ou si vous connaissez des sites web de qualité traitant du thème abordé ici, merci de compléter l'article en donnant les références utiles à sa vérifiabilité et en les liant à la section « Notes et références ».
Les Fables de l’Humpur est un roman de science-fiction publié par l'écrivain français Pierre Bordage en 1999.
Le monde est en pleine régression et est peuplé de créatures mi-humaines, mi-animales. Chaque peuple se soumet à sa condition animale : les grognes (cochons) sont des cultivateurs et acceptent de se faire manger par les prédateurs. Les hurles (loups) sont des seigneurs de guerre féodaux, les ronges (rongeurs) sont des commerçants roublards, etc.  Tout ce petit monde obéit aveugément aux préceptes de l’Humpur.
Véhir, un grogne, va être dégouté par la bestialité des rites d’accouplement de sa tribu. S’enfuyant, il rencontre Jarit, un grogne ermite qui lui parle des « dieux-humains » et lui montre des livres. Après la mort de Jarit, Véhir va tenter de retrouver les dieux-humains, s’adjoignant au cours de sa quête différents accolytes de différentes races qui, comme Véhir, remettent en question les lois de l’Humpur : Tia, une hurle, Ruogno, un hurle et Ssassi, une siffle.
Véhir le grogne a la couenne soyeuse et la curiosité exacerbée. Il fourre son groin dans des territoires interdits à ceux de son groupe et rencontre Tia la hurle et Ruogno le ronge. Fuyant leur communauté respective, ces hybrides entre l'homme et l'animal cherchent l'Humpur, l'homme pur. Des bords de la Dorgne en pays Pergordin aux montagnes du Grand Centre, ils apprennent à se connaître malgré leurs différences de nature et de caste. Ils traversent les territoires des ronges et des siffles, à la recherche de leurs origines, et des dieux humains.

## Résumé

### Livre Premier: Le pays de la Dorgne
VéhirCe premier chapitre présente Véhir et son village Manac. Manac est une communauté agricole de grognes qui vivent de culture et d'élevage de vaches laitières, de bœufs mais aussi de grognes, sélectionnés et engraissés pour être livrés aux hurles de Luprat. C'est un village fortifié entouré d'une forêt, le long de la Dorgne. Le village est sous l'égide d'un clergé composé de trois lais qui veillent aux respect des lois divines : ceux qui ne les respectent pas sont condamnés à l'exil (donc à la mort). L'histoire débute alors que Véhir, encore puceau, doit participer à son premier grut, un rituel collectif de copulation auxquels participent grognes et grognesses alors enfermés pendant plusieurs jours dans un enclos. Véhir est réticent et est possessif envers troïa Orn, qu'il sait devoir partager. Il cherchera à être son premier amant lors du grut mais sera devancé par Graüm, plus grand et fort que lui. Véhir, en colère, brise la paroi de l'enclos pour s'enfuir et quitte Manac, en sachant que sa désertion sera réprimée. Il se retrouve seul en forêt.
JaritAprès quelques jours d'errance, Véhir rencontre Jarit, un grogne plus âgé qui vit dans une maison qui appartenu à des humains. Il le recueille et lui offre le gîte et le couvert. Jarit explique à Véhir que leur peuple, au gré des générations, s'éloigne de l'humanité pour se rapprocher de l'animalité. On y apprend que la mère de Jarit a été condamnée à l'exil. Au cours d'une cueillette, les deux compagnons, chassés par deux miaules, trouvent refuge dans une grotte.
H'GalVéhir et Jarit quittent leur abri pour retourner dans la cache de Jarit. Jarit montre à Véhir les restes de la demeure des humains, notamment des livres et une dague. Le lendemain, ils sont pris en embuscade en sortant de la cache de Jarit par un petit groupe hurles dont le chef est seur H'Gal, un aristocrate de Luprat. Ils ont été suivis par les miaules qui avaient été envoyés en éclaireur après que les lais de Manac eurent signalé la fuite de Véhir. H'Gal tentera d'incendier la cache de Jarit avec toutes ces reliques de l'ancien temps.
Leude TiaVéhir, par surprise, arrive à prendre le dessus sur les prévôts de Luprat. Il tue H'Gal et ses deux prévôts mais n'arrive pas à sauver Jarit, tué par H'Gal ni a arrêter l'incendie qui détruit la tanière de Jarit. Après avoir promis à Jarit, mourant, de chercher l'Humpur, Véhir quitte les lieux et part pour le nord-est, vers les montagnes du Grand Centre. Au comté de Luprat, on apprend la mort des trois hurles envoyés pour tuer le sorcier, adepte du Grand Mesle. Leude Tia, fille de H'Mek (comte de Luprat et père de H'Gal) s'ennuie à Luprat. Elle espère un jour pouvoir quitter le comté et échapper à un mariage arrangé.
OmbeAprès plusieurs jours d'errance dans la forêt, Véhir, famélique, tombe sur la ferme d'un couple de bêles : Difar et Ombe qui l'accueillent. Il apprend qu'il a quitté le comté de Luprat et que le demeure de ses hôtes se trouve dans le duché de Muryd, dans le pays de la Crèze. Trahi par Difar, Véhir, est dénoncé et capturé par des miaules : fait prisonnier, il repart pour Luprat.
LupratVéhir est ramené à Luprat où il est maltraité et condamné à mort. Tia, intriguée par les livres évoqués dans ses aveux forcés, rejoint Véhir en secret dans son cachot. Elle lui demande de l'accompagner dans le Grand Centre et lui rend la dague.
Le cousin rouxAprès avoir tué le geôlier, Véhir et Tia (reconnue) parviennent à s'enfuir par les souterrains de Luprat.
H'WilH'Wil, seigneur de guerre à qui le comte H'Mek avait promis sa fille Tia, apprend sa fuite. Il obtient d'épouser Ona, sœur de Tia, sur le champ avant de se lancer à la poursuite de Tia. Fro, la suivante de Tia, tente de le tuer dans son sommeil, mais elle en est empêchée par des kroaz.
RuognoTia et Véhir partent, en tant que passagers anonymes, sur une embarcation en direction de Muryd conduite par trois ronges. Le radeau fait escale à Ruogno, un village pauvre. La nuit sera courte et ils devront fuir dans la précipitation avec l'aide du ronge qui les a alertés. Véhir sauve Tia de la noyade.
MurydArrivés à Muryd, Ruogno attire Tia et Véhir dans une auberge avant d’aller recruter une bande de coupe-jarrets avec l’espoir de les détrousser. Contre toute attente, la bande ne fait pas le poids pas à une Hurle et un Grogne armé d’un poignard d’acier. Les brigands sont tous tués, à l’exception de Ruogno, que Tia et Véhir épargnent.
RacnarS'étant débarrassés des complices de Ruogno, Tia et Véhir l'obligent à leur trouver une place dans une caravane en partance pour le Grand Centre et dirigée par le ronge Racnar. Ruogno, qui a des ennuis avec ses anciens amis, est obligé de les suivre. Tous trois sont convoyés par le chariot de Ronfir, un marchand en route vers le sud. Une nuée de Grolles fait mystérieusement son apparition au-dessus du convoi.
GrollesRacnar découvre l'identité de Véhir et les liens qui l'attachent à Tia. Il veut les tuer tous les deux car ils ont violé un tabou. Ruogno s'interpose. Les Grolles attaquent alors Racnar et ses hommes et les tuent. Le convoi fait demi-tour. Véhir, Tia et Ruogno poursuivent leur route seuls.

### Livre deuxième: Le Grand Centre
SsassiAlors que l'épuisement des provisions entraîne des tensions au sein du groupe du fuyards, ceux-ci sont rejoints par Ssassi, une princesse siffle enceinte fuyant un complot au sein du royaume d'Ophyd. Celle-ci donne naissance à un enfant mais, très vite, ne peut plus le nourrir. Devant trois prédateurs affamés et un nouveau-né, Véhir se sacrifie et leur suggère de le manger.
SsenalDans le royaume d’Ophyd, le roi Ssenal doit faire face aux intrigues de ses épouses qui ont forcé la fuite de Ssassi. Un messager annonce qu’une troupe Hurle s’approche du royaume. Pour éviter la guerre, le conétable Ssabor, amant de Ssassi, autorise la troupe, menée par H’Wil, à faire étape dans le royaume. H’Wil est reçu à la table de Ssenal qui, pendant le banquet, fait décapiter trois de ses épouses ayant comploté contre Ssassi.
SsofalAlors que Tia, Ruogno et Ssassi se ruent sur Véhir et commencent à le manger, ils sont interrompus par Ssofal, une siffle ermite et guérisseuse qui vit seule dans la forêt. Pendant plusieurs jours, elle héberge et nourri le petit groupe tout en utilisant ses connaissances pour sauver la vie de Véhir et le guérir. Elle fournit également des provisions afin que le groupe puisse continuer sa route dans la neige par le chemin de crêtes.
BhomsDans le froid et la neige, le groupe progresse avec difficulté sur le chemin de montagne. Les protagonistes sont soudainement entourés de créatures étranges qui semblent nager dans la neige : les Bhoms. Alors qu’ils s’apprêtent à défendre chèrement leur vie, Véhir arrête ses compagnons et a la brusque intuition que les Bhoms ne leur feront pas de mal si eux-mêmes ne sont pas agressifs. Il suit un groupe de Bhoms jusqu’au bord d’un précipice. Malgré les avertissements de Tia qui veut l’empêcher, il continue à avancer et tombe dans un profond réseau de tunnels souterrains.
Simiens
Tahang
Le parc prétorique
Le dieu nu
Krazar
Le temps des chimères

## Thèmes
- Pierre Bordage imagine des êtres hybrides entre l'homme et l'animal, qui perdent de génération en génération toute humanité, et vénèrent les humains disparus. Sur le thème des hybrides humain-animal, voir aussi les nouvelles Mark Elf, La reine de l'après-midi et La Dame défunte de la Ville des Gueux de Cordwainer Smith.
- Dans cette société féodale, les castes de prédateurs (les viandards) dominent les communautés agricoles (surnommées avec dédain les Pue-la-merde). Par exemple, le comté de Luprat, est dirigé par des loups (les hurles) qui exploitent des cochons (les grognes) et des moutons (les bêles), ces derniers maintenant volontairement les comportements d'élevage : reproduction effrénée, castration puis engraissement de certains individus (les gavards) pour les donner à manger aux maîtres. Les chats (miaules) et les renards (glapes), eux, restent des prédateurs indépendants et errent dans les bois ou louent leurs services comme mercenaires.
- Le clergé dirige toute la société (thème déjà abordé dans Abzalon, autre roman de Pierre Bordage) tout en se faisant utiliser par les kroaz qui cherchent à rapprocher les chimères de leur état animal.

## Personnages
- Véhir, grogne, mi-homme mi-cochon
- Tia, hurle, mi-femme mi-louve
- Ruogno, ronge, mi-homme mi-castor (ou plutôt une forme de rongeur non identifiée car les ronges sont considérés comme des viandards.)
- Ssassi, siffle, mi-femme mi-serpent
- H'Wil, hurle à la poursuite de Tia, partisan de l'animalité manipulé par les kroaz
- Les kroaz, ou Preux de la Génétie, ou encore Preux de la Génique, mi-hommes mi-corbeaux. Ils ont implanté de puissants tabous dans la société pour essayer de débarrasser les chimères de leur humanité, par exemple celui du Grand Mesle pour éviter des hybridations entre les différentes chimères. Ils sont dominés par le grand prêtre Krazar, gardien du savoir qu'il cherche à éradiquer.

## Autour du roman
- L'histoire commence en Périgord, entre la Dordogne (la Dorgne) et la Vézère (la Zère), dans la région de Sarlat, se dirige vers la Corrèze (la Crèze), puis vers le puy de Sancy, dans le Massif central, où la Dordogne prend sa source.
- Les noms des pays traversés viennent de celui de la caste dominante. Ainsi, le duché de Muryd (pour muridé) est le domaine des ronges.
- Pierre Bordage a reçu en 2000 pour cet ouvrage le grand prix Paul-Féval de littérature populaire décerné par la Société des gens de lettres. Il a également reçu le prix Imaginales des lycéens en 2005.